# Сориано, Дениза
Дениза Сориано (фр. Denise Soriano; 15 января 1916, Каир — 5 марта 2006, Париж) — французская скрипачка.
С пятилетнего возраста жила в Италии, начала учиться игре на скрипке в Пизанской консерватории у Уго Бьянки. В 1930 г. переехала вместе с семьёй в Париж и поступила в Парижскую консерваторию в класс Жюля Бушри, которую окончила в 1932 г. с первой премией. Сориано сразу начала концертировать, и уже в 1935 г. критик газеты «Фигаро» Робер Брюссель характеризовал её как «мастера великолепной породы, соединяющей исключительный талант, благородство стиля, чистоту техники, музыкальность» (фр. violoniste de race, et de grande race, on trouve réunis dans le talent de cette artiste exceptionnelle, la noblesse du style, la sûreté de la technique, la musicalité). С 1934 г. Сориано записывала камерную музыку вместе с пианисткой Магдой Тальяферро — в частности, сонату Габриэля Форе (эта запись была премирована), произведения Баха, Моцарта, Тартини и др. Во время Второй мировой войны вместе со своим наставником Бушри Сориано жила в загородном доме в Буррон-Марлотт близ Фонтенбло, где Бушри прятал своих учеников-евреев; по окончании войны Сориано вышла за своего учителя замуж, а в 1994 г. получила за него медаль «Праведники мира» Государства Израиль (за спасение евреев во время Холокоста).
В послевоенное десятилетие Сориано ещё выступала и записывалась, а затем вела преимущественно преподавательскую деятельность, будучи профессором в консерваториях Лилля, Бреста, Бове и др.